# 三斗小屋宿
三斗小屋宿（さんどごやしゅく）は、かつて栃木県那須塩原市板室に所在した会津中街道の宿駅（宿場町）である。現在は無人地域となっている。 

## 概要
三斗小屋温泉の西方約3km、板室本村から12kmほど北、那珂川上流の標高1100mの山間にある。
天和3年（1683年）、会津西街道が震災で遮断されたため、会津藩が元禄8年（1695年）に会津と氏家を結ぶ会津中街道を新たに開削し、国境の大峠の北側に野際新田宿、南側に三斗小屋宿を設けた。下野国最奥部の三斗小屋宿には、幕末に旅宿などが34軒あったという。また、白湯山信仰の拠点としても栄えた。
戊辰戦争では会津藩（旧幕府軍）が駐屯し、黒羽藩・館林藩（新政府軍）の手によって全戸焼き討ちの被害に遭った。また住民は幕府軍への協力を余儀なくされたことで官軍に捕えられてその罪を問われ、「三斗小屋大黒屋ノ人」をはじめとする住民が常軌を逸した暴虐な仕打ちで惨殺されたことが『三斗小屋誌』に伝わる。宿場のはずれの墓地には、明治13年（1880年）に建てられた「戊辰戦死若干墓」が残っている。
明治37年（1904年）に岩越鉄道（現、JR磐越西線）が開通したことで宿場としての賑わいを失い、昭和32年（1957年）には最後の1戸が当地を離れ、無人の地となった。現在は、石造大日如来像や石灯籠、金灯籠などが残り、かつての姿を偲ばせる。
三斗小屋宿から会津中街道を南に進み、麦飯坂を越えると沼原湿原に至る。